# SWIFT (програмен език)
Вижте пояснителната страница за други значения на SWIFT.
Суифт (на английски: Swift) е многопарадигмен компилируем програмен език, създаден от Apple за разработване на приложения за iOS и Mac. Представен за първи път на Световната конференция за софтуерни разработчици (WWDC, Worldwide Developers Conference) през април 2014, Swift е разработен за Cocoa и Cocoa Touch. Проектиран е по такъв начин, че да помага на разработчиците при създаването на по-безопасен и надежден код, като отстранява и избягва цели категории разпространени програмни грешки. Swift може да се интегрира във вече създадени приложения благодарение на възможността за съвместното му използване с код, написан на Objective-C.

## История
Разработването на Swift започва през 2010 от Крис Латнър, като в проекта са се включили още много други разработчици. Swift е заимствал доста идеи от други програмни езици като Objective-C, Rust, Haskell, Ruby, Python, C#, CLU и др. Първото приложение, написано на програмния език Swift, е представено официално на 2 юни 2014.
На 9 септември 2014 е представена финалната версия на Swift 1.0 и Xcode 6.0 за iOS. Swift 1.1 е пуснат на пазара на 22 октомври 2014 заедно с Xcode 6.1.

## Характеристики
Swift е заместител на езика Objective-C. Разработен е на базата на съвременните теоретични концепции на програмирането, които водят до много по-опростен синтаксис на езика. По време на представянето му е описан като „Objective-C без C“.
По подразбиране Swift не създава указатели (pointers) и други небезопасни обекти, за разлика от Objective-C, който широко използва указатели (pointers) за референция към инстанции на обекти. Освен това, синтаксисът за извикване на методи на Objective-C е заменен с точкова нотация и именно пространство, по-познати на програмистите от други обектно ориентирани езици като JavaScript, Java или C#. Swift въвежда използването на true named parameters, но запазва някои основни концепции от Objective-C като протоколи, затваряне (closures) и категории, като много често замества стария синтаксис с нова по-изчистена версия, позволявайки на тези концепции да бъдат използвани и върху други структури на езика като енумерациите.

### Типове данни, променливи и опционални типове
В Cocoa и Cocoa Touch много основни класове бяха част от библиотеката Foundation Kit library. „Obj-C“ използваше така наречената „синтактична захар“, при която един обект се създава и след това се променя чрез извикването на друг метод. Например конкатенацията на два низа от класа NSStrings изискваше извикването на следния метод:
NSString *str = @"hello,";
str = [str stringByAppendingString:@" world"];
В Swift много от основните типове данни са включени в стандартните библиотеки на езика и могат да бъдат променяни директно. Например символните низове са свързани с класа NSString (когато Foundation библиотеката е импортирана) и могат да бъдат долепени чрез оператора +. Горният пример изглежда по следния начин:
var str = "hello,"
str += " world"
Библиотеката Foundation Kit почти винаги включваше две версии на основните си класове: версия, при която те могат да бъдат променяни по време на изпълнение на програмата и такава, при която те могат да бъдат създадени и прочетени, но не могат да бъдат променяни. Swift остава верен на тази традиция по по-обобщаващ начин, приложим за всеки числов тип данни, а именно: стойността се декларира като констатнта и чрез използването на ключовата дума „let“ се превръща в тип, който не може да бъде променян. Не е необходимо константата да бъде декларирана още в началото на програмата. Стойности, които могат да бъдат променяни се декларират чрез ключовата дума“ var“.
Друга особеност на Swift са опционалните типове (optional types), които позволяват референции или стойности да действат по начин подобен на основните шаблони в C, където един указател (pointer) сочи или към стойност или е „null“. Това предполага, че неопционалните типове, не водят до „null-pointer error“. Опционалните типове се създават с помощта на така наречения опционален механизъм (Optional mechanism)—за създаването на цяло число (Integer), което е „nullable“ се използва декларация подобна на var optionalInteger: Optional<Int>. Подобно на C#, опционалната променлива може да бъде означена с поставянето на въпросителен знак след името на променливата: var optionalInteger: Int?. Променливи или константи, означени като опционални или имат стойност от съответния тип или са „nil“.
Swift поддържа три нива за контрол на достъпа до части от кода: публично (public), вътрешно (internal) и частно (private). За разлика от много други обектно ориентирани езици тези нива игнорират наследствената йерархия (inheritance hierarchies). Частен достъп означава, че даден обект е достъпен само във „source“ файла, в който е дефиниран. При вътрешния достъп обектите могат да бъдат използвани само в рамките на модула, в който е дефиниран „source“ файла, а публичния достъп предоставя достъп от всеки модул. Решението да се избегне традиционния „защитен“ обхват среща доста критики.

### Библиотеки, runtime и development
Swift използва същата „runtime“ система като вече съществуващата от Objective-C, но изисква iOS 7 / OS X 10.9 или по-висока версия. Кодът написан на Swift и Objective-C може да бъде използван в една-единствена програма. За разлика от кодът, написан на C обаче, код написан на C++ не може да бъде използван директно от Swift. Необходимо е да се създаде „обвивка“ (wrapper) между Swift и C++. При Objective-C, Swift има значителен достъп до обектния модел и може да бъде използван като подклас (subclass), да разширява и използва код написан на Objective-C code за да осигури поддръжка на протокола.
За да подпомогне писането на такива програми и повторното използване на вече съществуващ код Xcode 6 предлага полуавтоматична система, която създава и поддържа „bridging header“, който показва код написан на Objective-C в Swift. Всъщност това е допълнителен header файл, който просто дефинира или вмъква всички Objective-C символи нужни за кода, който ще се пише на Swift. В кода, който се пише на Swift могат да се използват типове, функции и променливи, които са декларирани в кода, написан на С. Обратното също е възможно чрез вмъкване на символите от Swift от автоматично поддържания header файл в Objective-C декларациите. Например, ако имаме смесен проект наречен „MyApp“, файлът, съдържащ код, написан на Objective-C, може да използва класовете или функциите от Swift файла със следния код: #import „MyApp-Swift.h“. Не всички символи са достъпни, използвайки този механизъм обаче – например generic types, необектните опционални типове (non-object optional types), някои енумерации и дори Unicode идентификатори могат да направят символите недостъпни за Objective-C.
Swift има ограничена поддръжка на атрибути, метаданни, четени от средата за разработка, които незадължително са част от компилирания код. Подобно на Objective-C, атрибутите използват синтаксисът. Пример за такъв атрибут е @IBOutlet, който обозначава дадена стойност в кода като „outlet“, достъпен за използване в рамките на Interface Builder (IB). „Outlet“ е средство, което обвързва стойността с обект от кода.

### Управление на паметта (Memory management)
Swift използва система за автоматично броене на референции (Automatic Reference Counting или ARC) за управление на паметта. Един от проблемите с ARC е вероятността да се създаде цикъл от референции (strong reference cycle), при който инстанции на два различни класа съдържат референции един към друг, което е причина да бъдат свързани в паметта и да не могат да бъдат „освободени“ никога. Това може да бъде избегнато чрез използването на слаби и непритежаеми ключови думи (weak and unowned keywords). Обикновено за връзката родител-дете (parent-child) се използва силна референция докато за дете-родител (child-parent) се използва или слаба референция, където родителите и децата могат и да не бъдат свързани, или непритежаема където детето винаги има родител, но родителят може да няма деца. Слабите референции трябва да са опционни променливи, т.к могат да бъдат променяни и да станат „nil“.
Затваряне(closure) вътре в един клас също може да създаде цикъл от референции (strong reference cycle) заради self-references. Програмистът трябва да посочи кои self-references са слаби или непритежаеми в т.нар. capture list.

### Дебъгване и други елемент
Дебъгването в Swift се извършва чрез read–eval–print-loop (REPL). Средата е доразвита с добавянето на нова концепция, наречена 'playgrounds'. 'Playgrounds' са интерактивни изгледи от Xcode средата, отразяващи в движение промените в кода. Timeline Assistant може да бъде използван за да покаже резултатите от изпълнението на програмата в анимирам вариант.

### Прилики с Objective-C
- Основните числови типове данни (Int, UInt, Float, Double)
- Повечето оператори са заимствани от С, но има и някои нови
- Къдравите скоби (Curly braces) се използват за групиране на изрази.
- Присвояването на стойност към променлива се извършва чрез знака за равенство, но за сравнение на две променливи се използват два последователни знака за равенство. Операторът „ ===“ проверява дали два елемента сочат към един и същи обект.
- Условните конструкции и циклите (for, while, if, switch) са подобни, но имат и някои допълнителни функционалности, например цикълът for in обхожда всеки тип колекция, цикълът switch може да приема нецелочислени (non-integer) cases и др.

### Разлики с Objective-C
- Изразите не трябва да завършват с точка и запетая (;), въпреки че те трябва да се използват в случаите на няколко израза на един ред
- Не се изискват хедър файлове (header files)
- Силно типизиран език
- Generic programming

Функциите са първокласни обекти.
- Случаите в енумерациите (enumeration cases) могат да приемат асоциативен тип данни (алгебрични типове данни).
- Операторите могат да бъдат предифинирани в класове (operator overloading).
- Символните низове (strings) поддържат напълно Unicode. Повечето Unicode символи могат да бъдат използвани или в идентификатори или в оператори.
- Липсва „exception handling“ (въпреки че може да бъде заместено с използването на затваряния (closures)).
- Някои „странни поведения“ при езиците от фамиличта на C са променени:
- Указателите не се показват по подразбиране. Не е необходимо разработчикът да запазва или маркира имена за рефериране или дерефериране (de-referencing).
- Присвояванията не връщат стойност. Често срещана грешка е да се напише if (i=0). В случаите когато if (i==0) се получава грешка при компилиране (compile-time error).
- Няма нужда от израза break в switch блоковете, т.к програмата преминава към следващия случай само ако е използван израза fallthrough.
- Променливите и константите трябва да се инициализират и границите на масивите винаги се проверяват.
- Overflows, които имат неопределено поведение за целте числа със знак в C, са включени в „run-time error“, но могат да бъдат разрешени чрез специалните аритметични оператори &+, &-, &*, &/ и &%. Атрибутите min и max са дефинирани за всички целочислени типове в Swift и могат да бъдат използвани за безопасна проверка за евентуални overflows.

### Сравнение с Python
Python е един от езиците вдъхновил написването на Swift.
- И двата езика използват средата за разработка Read–eval–print loop (REPL)
- Условните конструкции и циклите са подобни (for, if, while)
- Swift е компилируем език докато стандартния Python е интерпретируем език.
- В Swift има някои по-комплексни променливи като UInt32, StringLiteralConvertible и т.н.
- Swift използва къдравите скоби за групиране на изрази.
- Python не използва ключовите думи var и let.

## Example code
```
// this is a single line comment using two slashes.

/* this is also a comment,

   but written over multiple lines */

/* multiline comments

   /* can be nested! */

   
so
 
that
 
you
 
can
 
block
 
out
 
code
 
containing
 
multiline
 
comments

*/

// Swift variables are declared with "var" followed by a name, a type, and a value

var
 
explicitDouble
:
 
Double
 
=
 
70

// if the type is omitted, Swift will infer it from the variable's initial value

var
 
implicitInteger
 
=
 
70

var
 
implicitDouble
 
=
 
70.0

var
 
國
 
=
 
"美國"

// Swift constants are declared with "let" followed by a name, a type, and a value

let
 
numberOfBananas
:
 
Int
 
=
 
10

// if the type is omitted, Swift will infer it from the constant's value

let
 
numberOfApples
 
=
 
3

let
 
numberOfOranges
 
=
 
5

// values of variables and constants can be interpolated in strings as follows

let
 
appleSummary
 
=
 
"I have \(numberOfApples) apples."

let
 
fruitSummary
 
=
 
"I have \(numberOfApples + numberOfOranges) pieces of fruit."

// in playgrounds, code can be placed in the global scope

println
(
"Hello, world"
)

// define an array

var
 
fruits
 
=
 
[
"mango"
,
 
"kiwi"
,
 
"avocado"
]

// example of if statement; .isEmpty, .count

if
 
fruits
.
isEmpty
 
{

    
println
(
"No fruits in my array."
)

}
 
else
 
{

    
println
(
"There are \(fruits.count) items in my array"
)

}

// define a dictionary with four items, each with a person's name and age

let
 
people
 
=
 
[
"Anna"
:
 
67
,
 
"Beto"
:
 
8
,
 
"Jack"
:
 
33
,
 
"Sam"
:
 
25
]

// now we use Swift's flexible enumerator system to extract both values in a single loop

for
 
(
name
,
 
age
)
 
in
 
people
 
{

    
println
(
"\(name) is \(age) years old."
)

}

// functions and methods are declared with the "func" syntax

// the return type is specified with ->

func
 
sayHello
(
personName
:
 
String
)
 
->
 
String
 
{

    
let
 
greeting
 
=
 
"Hello, "
 
+
 
personName
 
+
 
"!"

    
return
 
greeting

}

// prints "Hello, Jane!"

println
(
sayHello
(
"Jane"
))

// parameter names can be made external and required for calling

// the external name can be the same as the parameter name by

// prefixing with an octothorpe (#)

// or can be defined separately.

func
 
sayAge
(
#
personName
:
 
String
,
 
personAge
 
Age
:
 
Int
)
 
->
 
String
 
{

    
let
 
result
 
=
 
"\(personName) is \(Age) years old."

    
return
 
result

}

// we can also specify the name of the parameter

println
(
sayAge
(
personName
:
 
"Jane"
,
 
personAge
:
 
42
))

```